# ウイング (杉並区の企業)
株式会社ウイング（英: Wing co., ltd.）は東京都杉並区にあるアミューズメント機器製造会社である。

## 発売ゲーム一覧

### ビデオスロット
- ドラゴンストーリー
- 風雷神
- チェリータイム
- チェリータイムプラス
- ニンジャショット
- ワイルドサバンナⅡ
- エアアドベンチャー
- エアアドベンチャーゴールド
- クラブデジャヴ
- ミラクルサーカス

### ポーカー
- エキストラポーカー
- ジョーカーショット
- ブラックジャック
- バカラジョーカー

### 麻雀・花札
- 雀夢
- 雀匠
- 雀希
- 花暦
- 桜月
- BINGO 花蓮